# Angelicaaldehyd
Angelicaaldehyd (auch (Z)-2-Methyl-2-buten-1-al genannt) ist eine chemische Verbindung aus der Gruppe der Alkenale. Die Flüssigkeit isomerisiert bei Raumtemperatur nach zwei Wochen zum Tiglinaldehyd.